# Abbaye d'Ilsenburg
L’abbaye d'Ilsenburg est une ancienne abbaye bénédictine située sur le territoire de la ville allemande d'Ilsenburg, dans l'arrondissement de Harz en Saxe-Anhalt. Fondée au début du XIe siècle par les évêques d'Halberstadt, elle reçoit jusqu'au XIIIe siècle d'importants dons en terres qui lui permettent de développer une riche activité spirituelle et de réaliser de nouvelles constructions.
Une grande partie du couvent fut détruit par la guerre des Paysans allemands, en 1525 ; ensuite, les seigneurs de la maison de Stolberg se sont convertis à la Réforme protestante et le monastère lui-même a été dissous. Une école monastique protestante existait jusqu'en 1627. Après la guerre de Trente Ans, les comtes de Stolberg-Wernigerode ont utilisé l'ensemble conventuel comme résidence.

## Histoire

### Fondation
Sur le site d'un pavillon de chasse présumé, l'abbaye d'Ilsenburg n'est pas construit avant la deuxième décennie du XIe siècle. Le site faisait vraisemblablement partie des possessions de l'empereur Otton III à la lisière nord du Harz en Ostphalie. Son cousin et successeur Henri II fait don d'une partie de son domaine le 15 avril 1003, dont le château d’Elysynaburg, à l'évêché de Halberstadt. 
L'évêque Arnulf (mort en 1023), ancien chapelain d'Otton III, fonde une abbaye propriétaire. À cette fin, il transfère le cadeau royal au nouveau monastère. Arnulf donne aussi au nouveau monastère de nombreux biens dans la région entre Ilsenburg et Osterwieck. Selon un document controversé daté du 6 avril 1018, il appelle des moines de l'abbaye de Fulda à venir à Ilsenburg. L'expansion du palais royal en un monastère dure probablement jusqu'en 1018. 

### L'apogée

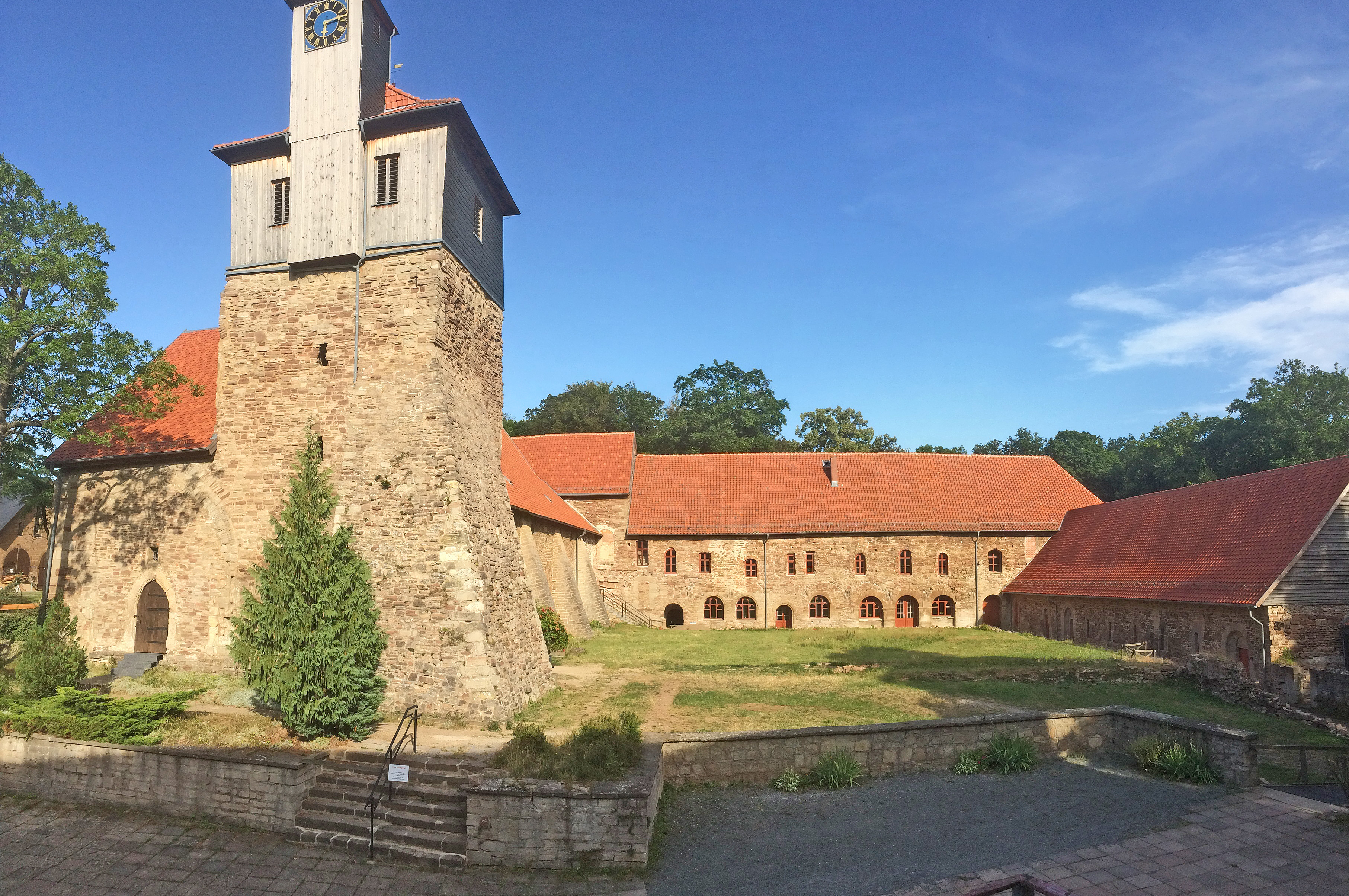
Église abbatiale et bâtiment conventuel.

L'apogée du monastère se situe entre la fin du XIe siècle et le XIIIe siècle. De nombreuses possessions acquises par des achats et des dons en ont fait l'un des monastères bénédictins les plus riches entre la Weser et l'Elbe en Saxe. Spirituellement, l'abbaye d'Ilsenburg suit d'abord les coutumes de Fulda dans les premières décennies de son existence. 
Après que l'évêque Buchard II d'Halberstadt (mort en 1088) nomme son neveu Herrand, déjà moine, abbé, le lieu devient plus important. Herrand, un représentant de la réforme bénédictine de Gorze, réalise les réformes recherchées par Burchard en appelant des moines de l'abbaye de Gorze en Lorraine à Ilsenburg. L'abbaye développe ses propres coutumes, l’Ordo Ilseneburgensis, qui rayonne vers un groupe d'autres monastères créées ou réformées : Huysburg, Harsefeld, Hillersleben et Wimmelburg. Le monastère, qui brûle en 1120, est restauré en 1129 sous l'abbé Martin. L'abbé Sigibodo (mort en 1161) et l'abbé Tiother (mort en 1176) agrandissent le complexe du monastère. Déjà à la fin du XIe siècle, Isenburg a une importante école monastique, au XIIe siècle, il y a manifestement une activité d'écriture et d'art.

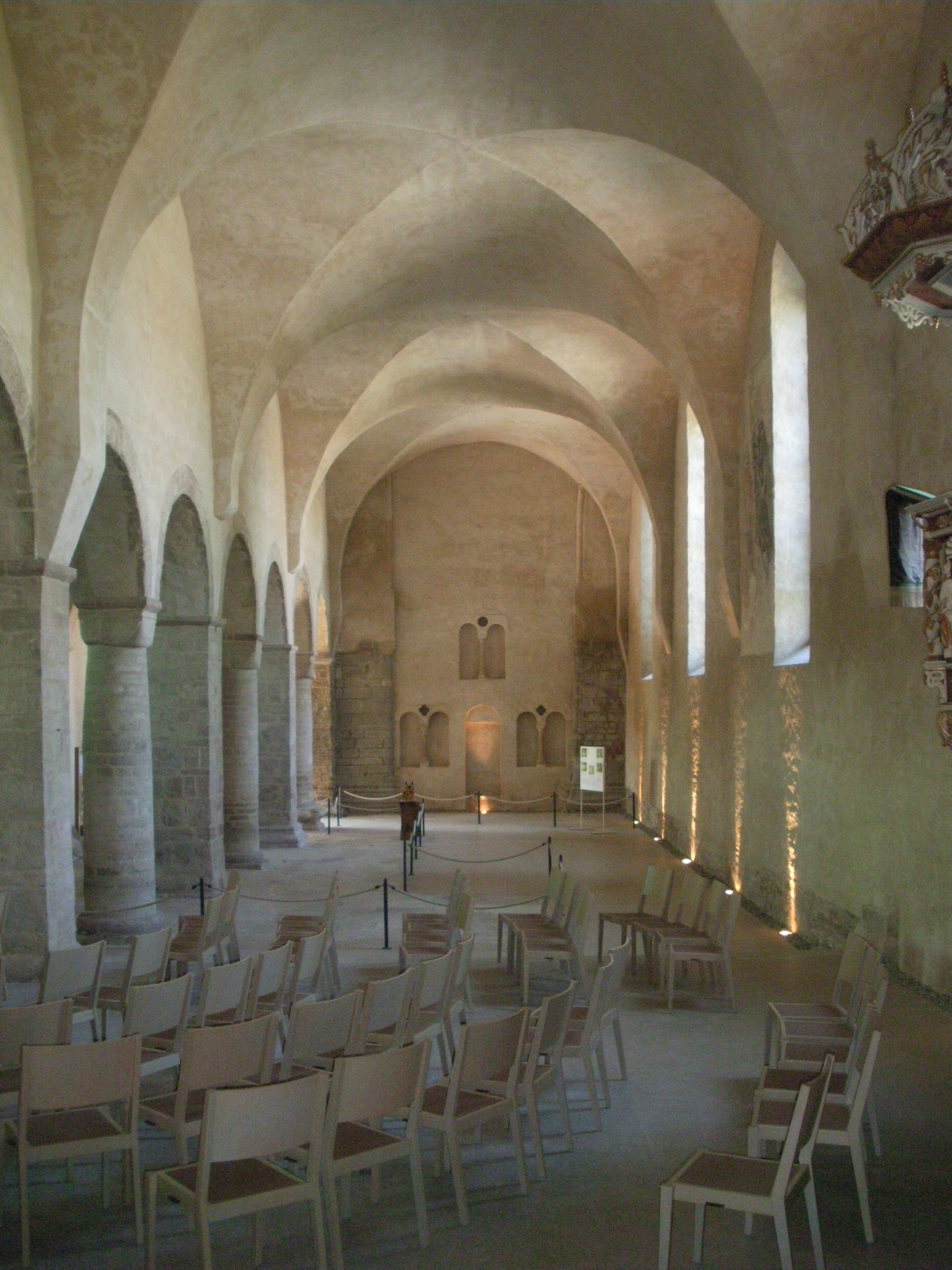
L'intérieur de l'église abbatiale.

La réforme de la vie monastique à Ilsenburg a son expression structurelle dans la construction d'une plus grande église abbatiale selon le plan de Gorze, elle est consacrée le 5 juin 1087 par l'évêque Burchard II aux saints apôtres Pierre et Paul. Son chœur à trois nefs, qui à son tour se termine par trois absides, appartient à l'architecture de l'ordre bénédictin de l'empire allemand d'alors. La chape en plâtre richement décorée date d'environ 1200 et est aujourd'hui l'un des trésors de l'art roman en Allemagne. Les bâtiments partiellement conservés de l'enceinte sont érigés entre 1120 et 1176 après qu'un incendie a détruit les bâtiments précédents. À partir de 1465, l'abbaye est membre de la congrégation de Bursfelde.
En 1131, l'abbé Henri fait construire une église hospitalière près de l'abbaye, qui sert à la pastorale des laïcs et des pèlerins. Au cours de la Réforme protestante, en 1567, elle devient l'église paroissiale protestante d'Ilsenburg.

### Demolition et Réforme protestante
L'abbaye avec un cloître et une chapelle sur le côté sud de l'église est en grande partie détruit pendant la guerre des Paysans allemands en 1525. De grandes parties de la bibliothèque sont perdues. Lorsque le comte Wolfgang de Stolberg prend le pouvoir en 1538, il professe l'enseignement de Martin Luther. L'abbé Henning Brandis (mort en 1546) se convertit aussi. Une école monastique protestante s'établit en 1547, elle ferme en 1627.
Le dernier abbé protestant Henning Dittmar meurt en 1572. Ensuite, le comte Christoph de Stolberg, qui est nommé administrateur, aménage la partie nord de l'église abbatiale, reconstruit la nef centrale, la traversée et le chœur et construit une loge patronale dans le bras sud du transept. Entre-temps, l'abbaye d'Ilsenburg est la propriété du noble homme d'affaires Statius de Münchhausen et, en 1609, revient aux comtes de Stolberg à Wernigerode. Sous le comte Heinrich Ernst, elle devient le siège de la maison du comte en 1672. Le comte Henri l'aménage pour son épouse Adriane, comtesse de Mansfeld, pour être sa résidence quand elle sera veuve. L'abbaye devient le siège de la famille de la noblesse en 1672. Après le déménagement du siège à Wernigerode, les chambres servent d'appartements à des fonctionnaires et à des fins économiques.

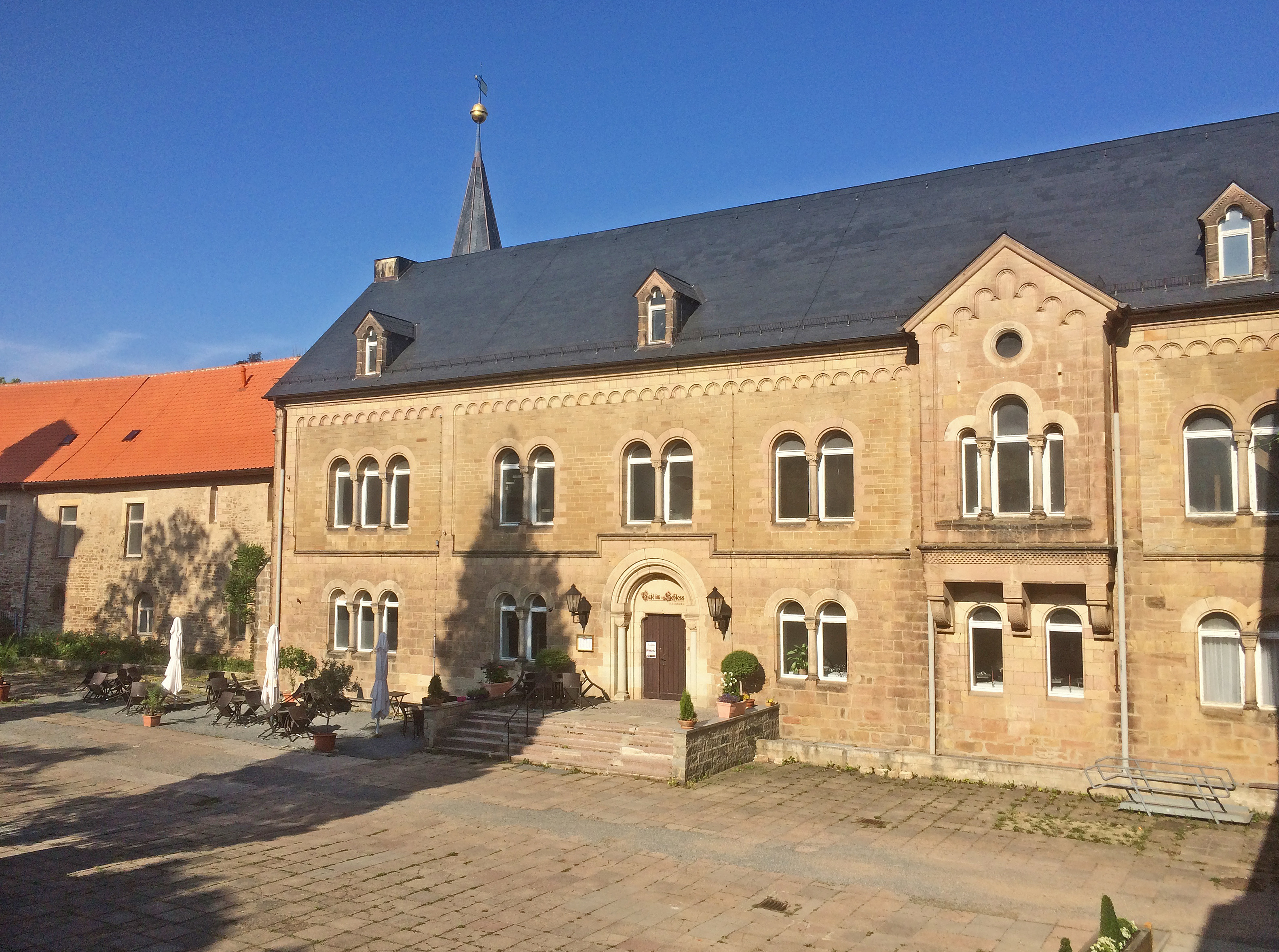
Château d'Ilsenburg.

La démolition de l'aile ouest de l'enceinte et du cloître a lieu aux XVIIe siècle et XVIIIe siècle. Les parties restantes du bâtiment sont utilisées très différemment dans les siècles suivants. En relation avec les bâtiments du monastère, le comte Otto zu Stolberg-Wernigerode (1837-1896) construit un nouveau château de style néo-roman pour son oncle, le comte Botho, selon le plan de l'architecte Ebeling et sous la direction du consultant en construction Carl Frühling. Des mesures de conservation plus importantes sur la structure du bâtiment abbatial sont documentées par la construction de l'aile du château sur le côté ouest de l'ancien terrain de l'abbaye.

### L'utilisation ultérieure
Le 28 mai 1929, le prince Christian Ernst zu Stolberg-Wernigerode loue non seulement le château, mais aussi les anciens bâtiments du monastère et le Marienhof à l'Église protestante de l'Union prussienne pendant 30 ans, qui établit des installations de formation sur place. En 1930, le séminaire de l'église à l'étranger est déplacé de Stettin-Kückenmühle à Ilsenburg. À l'été 1936, une partie du château est érigée en maison de repos pour les travailleurs de l'église. 
Pendant la Seconde Guerre mondiale, les SS installent un camp de relocalisation du Hauptamt Volksdeutsche Mittelstelle sur le château. Le 10 avril 1945, les SS quittent le château et le lendemain, les Américains entrent dans la cour du château. À l'été 1945, le château héberge temporairement jusqu'à 500 réfugiés et personnes déplacées. 
Au cours de la réforme agraire de la RDA, le château devient la possession de la commune d'Ilsenburg le 15 décembre 1945. Dès le 3 octobre 1946, le château et le parc clôturé sont transférés à l'Église protestante, qui l'utilise comme monastère protestant, collège pastoral et académie de recherche. Avec les mesures renforcées de la politique frontalière de la RDA dans la zone d'exclusion, la Stasi reprend le site à partir de 1961. L'église abbatiale est fermée après Noël 1967, des œuvres d'art et des parties du mobilier disparaissent.
Après l'expiration du contrat, les restes de la clôture religieuse ne servent pas. Avec la vente de l'église abbatiale à la municipalité d'Ilsenburg en 1974 et l'ouverture d'une maison de repos pour les employés du ministère de l'Agriculture dans l'aile du château, les bâtiments sont à nouveau au moins accessibles aux visiteurs enregistrés et les premiers travaux de sécurité et de réparations mineures sont lancés. En 1993, un hôtel ouvre dans le château. En 2000, la Fondation de l'abbaye d'Ilsenburg, présidée par Maria zu Stolberg-Wernigerode, reprend les ailes est et sud de la clôture religieuse de l'ancien monastère bénédictin, avec pour projet un centre artistique.